# Руджинешть (Нямц)
Руджинешть, Руджинешті (рум. Ruginești) — село у повіті Нямц в Румунії. Входить до складу комуни Хангу.
Село розташоване на відстані 285 км на північ від Бухареста, 22 км на північний захід від П'ятра-Нямца, 114 км на захід від Ясс.

## Населення
За даними перепису населення 2002 року у селі проживали 380 осіб, з них 379 осіб (99,7%) румунів. Усі жителі села рідною мовою назвали румунську.